# Santa Maria delle Carceri (Prato)

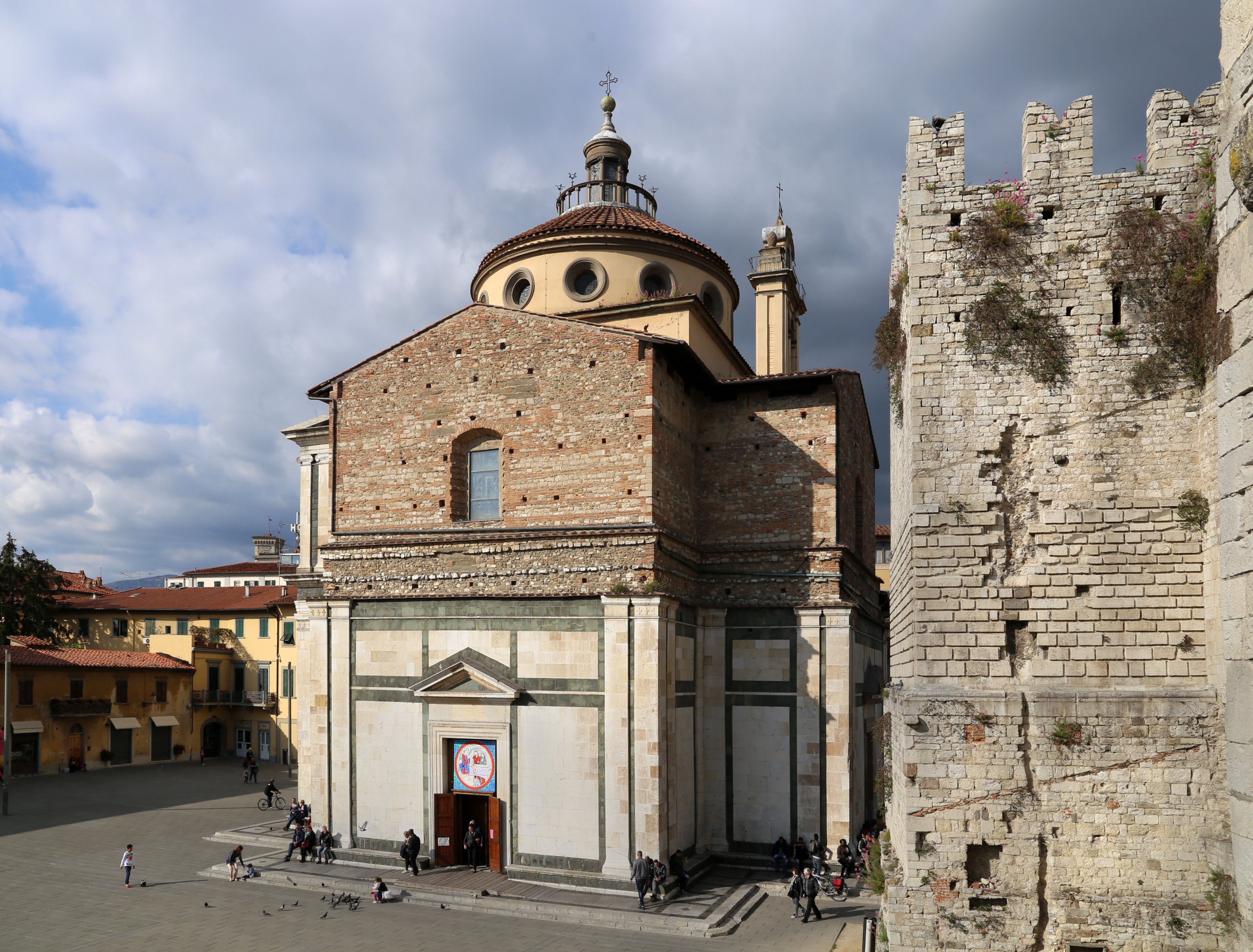
Santa Maria delle Carceri von Westen

Santa Maria delle Carceri ist eine Kirche in der toskanischen Stadt Prato. Das Gebäude entstand in der Frührenaissance und ist eines der Meisterwerke Giuliano da Sangallos. Die Kirche steht seit 1939 im Rang einer Basilica minor.

## Lage und Namensgebung
Die Kirche liegt im historischen Stadtzentrum von Prato unmittelbar neben dem Castello dell’Imperatore an der nach ihr benannten Piazza Santa Maria delle Carceri. Ihren Namen hat sie von den ursprünglich hier befindlichen Kerkern (ital.: carceri).

## Baugeschichte
Giuliano da Sangallo errichtete die Kirche im Auftrag von Lorenzo il Magnifico von 1484 bis 1495. Der Grund war, dass ein an einer Kerkermauer befindliches Marienbild wundertätig wurde. Da Sangallo orientierte sich für die Konstruktion an Bauten Filippo Brunelleschis Dennoch blieb das Obergeschoss bis 1885 ohne die Verkleidung aus weißem und grünem Marmor, erst in diesem Jahr wurde sie, wenngleich unvollendet, ausgeführt.

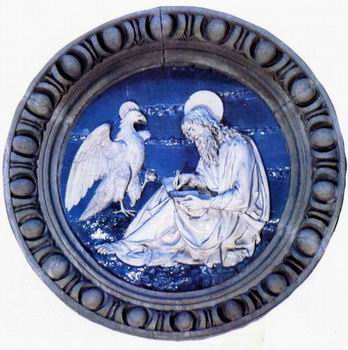
Einer der Tonden der Kuppelzwickel, dargestellt ist der Evangelist Johannes

## Fassade
Die Fassaden der Kreuzarme sind einachsig und zweigeschossig angelegt. Sie werden zu den jeweiligen Ecken hin von doppelt gestellten Pilastern begrenzt, im Untergeschoss der dorischen Ordnung folgend, im Obergeschoss nach der ionischen Ordnung. Die Portale werden von einfachen Dreiecksgiebeln überfangen. Im oberen Drittel der Flächen des Untergeschosses gliedern dreifeldrig angelegte Marmorinkrustationen die Wände, an den Kurzseiten der Kreuzarme sind sie einfeldrig ausgeführt. Im Obergeschoss durchbricht jeweils ein pro Kreuzarm mittig angelegtes Fenster die Wände, hier sind die Gliederungen jeweils einfach beidseitig der Fenster. Die Marmorfelder folgen florentinischen Vorbildern, beispielsweise dem dortigen Baptisterium. Der die Arme krönende Dreiecksgiebel ist schlicht gehalten und leicht verkröpft. Über den Kreuzarmen erhebt sich der von Rundfenstern durchbrochene Kuppeltambour mit der abschließenden Laterne.

## Grundriss und Inneres
Der Grundstruktur nach wurde die Kirche über dem Grundriss eines griechischen Kreuzes errichtet. Die Kreuzarme sind von kräftigen Gurtbögen vom Zentralraum abgegrenzt, sie werden von Tonnengewölben gedeckt. Das Innere des Zentralkuppelbaus ist schlicht gehalten. Die Kapitelle der Wandpilaster folgen einer feinen Variante der korinthischen Ordnung, da Sangallo verwendete eine ähnliche Kapitellform im Innenhof des Palazzo Gondi in Florenz.
Eine Besonderheit ist der umlaufende Fries aus Majolikakacheln. Dieser wie auch die Figuren der vier Evangelisten in den Pendentifs der Kuppel sind Arbeiten von Andrea della Robbia aus dem Jahr 1492.
Die Kirche wurde ihrerseits zum Vorbild für weitere Zentralbauten der Hochrenaissance, genannt wird beispielsweise San Biagio bei Montepulciano.